# Susan Dougan

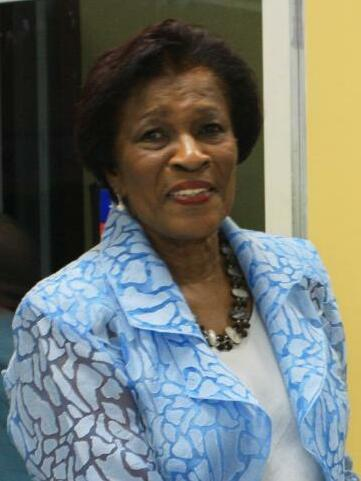
Susan Dougan (2019)

Susan Dilys Dougan, GCMG OBE, geborene Ryan (* 3. März 1955 in Colonarie, Parish Charlotte) ist eine vincentische Bildungspolitikerin und seit 1. August 2019 amtierende und erste weibliche Generalgouverneurin von St. Vincent und die Grenadinen.
Dougan hält einen Magistra Artium (M.A.) in Erziehungswissenschaften der University of Southampton und wurde für die Fächer Chemie, Biologie und allgemeine Wissenschaften ausgebildet. Sie hat als Lehrerin gearbeitet und war von 2001 bis 2004 Schulleiterin an der St. Vincent Girls’ High School in Kingstown. 2004 begann ihre direkte Arbeit für die Regierung. Als Chief Education Officer (Landesschulleiterin) arbeitete sie von 2004 bis 2009 unter anderem an der Umsetzung der Schulreform, die von Premierminister Ralph Gonsalves verabschiedet wurde, in der allen Grundschülern ein Platz an einer weiterbildenden Schule (Secondary School) garantiert wurde. Dougan war von 2009 bis 2013 Kabinettssekretärin der Regierung.
Ab Dezember 2014 war sie stellvertretende Generalgouverneurin. Am 1. August 2019 wurde sie in das Amt des Generalgouverneurs gewählt und am gleichen Tag in das Amt eingeschworen. Sie folgte Frederick Ballantyne, der aus gesundheitlichen Gründen sein Amt niederlegte. Ihr Oberhaupt ist König Charles III., ihr Premierminister Ralph Gonsalves.
2010 wurde sie für ihre Verdienste im Erziehungswesen und der Verwaltung zum Officer des Order of the British Empire ernannt.